# Cầm Bá Thước
Cầm Bá Thước (琹伯爍; 1858 - 1895), tên Thái: Lò Cắm Pán, là một trong những thủ lĩnh người dân tộc Thái hưởng ứng phong trào Cần Vương ở Thanh Hóa (Việt Nam) vào cuối thế kỷ 19.

## Thân thế
Cầm Bá Thước sinh tại bản Lùm Nưa, tổng Trịnh Vạn, châu Thường Xuân (nay là xã Vạn Xuân, huyện Thường Xuân, tỉnh Thanh Hóa) trong một gia đình lang đạo nhiều đời. Cha ông là Cầm Bá Tiêu từng được triều vua Tự Đức phong chức Quản cơ.
Năm lên 8 tuổi, cha ông mời thầy về nhà dạy chữ Hán cho ông. Nhờ ông học giỏi và có quan hệ tốt với các quan lại người Việt đang trấn nhậm tại quê ông, nên khi trưởng thành ông được thay cha trở thành Thổ ty và được triều đình nhà Nguyễn phong chức Bang tá.

## Hưởng ứng dụ Cần Vương

### Được giao quyền chỉ huy quân sự
Ngày 5 tháng 7 năm 1885, quân triều đình tập kích quân Pháp ở đồn Mang Cá thất bại. Quân Pháp phản công, kinh thành Huế bị thất thủ. Tôn Thất Thuyết đưa vua Hàm Nghi lên chiến khu Tân Sở (Quảng Trị) ra dụ Cần Vương kêu gọi toàn dân chống Pháp.
Nhận thấy tương quan lực lượng khá chênh lệch, vào tháng 2 năm 1886, Tôn Thất Thuyết đã để cho hai con trai của mình là Tôn Thất Thiệp và Tôn Thất Đạm tiếp tục duy trì triều đình Hàm Nghi chống Pháp, còn mình cùng với Trần Xuân Soạn và Ngụy Khắc Kiều tìm đường sang Trung Quốc cầu viện nhà Thanh.
Trên đường đi, ông có đến tổng Trịnh Vạn thuộc châu Thường Xuân để gặp Cầm Bá Thước. Trong kế hoạch kháng Pháp, Tôn Thất Thuyết rất chú ý tỉnh Thanh Hóa. Vì vậy, ông đã cử Tống Duy Tân làm Chánh sứ Sơn phòng Thanh Hóa, phong Cầm Bá Thước làm Bang biện quân vụ hai châu Thường Xuân và Lang Chánh và phong Hà Văn Mao làm Tán lý quân vụ, chuẩn bị lực lượng nghĩa quân Mường vùng châu Quan Hóa.
Với danh nghĩa Bang biện quân vụ, Cầm Bá Thước nắm được lực lượng quân sự thổ binh, dân binh của hai châu Thường Xuân và Lang Chánh. Lực lượng này tuy đông nhưng sức chiến đấu không mạnh. Theo kế của cử nhân Tống Nhữ Mai, con trai Tống Duy Tân, ông làm tờ bẩm lên Tri châu Thường Xuân xin mộ quân và huy động lực lượng đóng đồn bảo vệ trị an từ Bái Thượng trở lên đến biên giới Lào. Được sự đồng ý của Tri châu Thường Xuân, Cầm Bá Thước đã cho điều động dân binh, bố trí lại việc canh gác và đóng các đồn suốt từ Bái Thượng lên Cửa Đặt, rồi lên đến Bất Mọt. Dọc theo sông Đặt, Cầm Bá Thước cho xây dựng rất nhiều đồn lũy, lập nhiều căn cứ như căn cứ Bản Lẹ, đồn Đồng Chong, đồn Bù Đồn...Ngoài ra, để tăng cường sức mạnh cho lực lượng, ông đã đề xuất và được phép đem quế đi bán để lấy tiền mua vũ khí cùng lương thực.

### Tham gia khởi nghĩa Hùng Lĩnh
Đầu năm 1887, đông đảo quân Pháp kéo đến đàn áp dữ dội phong trào Cần Vương tại Thanh Hóa. Căn cứ Ba Đình và căn cứ Mã Cao nối tiếp nhau thất thủ. Sau đó, các thủ lĩnh lần lượt hy sinh (Đinh Công Tráng, Nguyễn Khế, Hoàng Bật Đạt), tự sát (Phạm Bành, Hà Văn Mao, Lê Toại) hoặc đi tìm phương kế khác (Trần Xuân Soạn), v.v...
Biết mình yếu sức hơn, Tống Duy Tân đi ra Bắc rồi sang Trung Quốc để gặp gỡ các sĩ phu yêu nước, tìm nguồn hỗ trợ và liên kết với các lực lượng kháng Pháp khác. Theo sử gia Phạm Văn Sơn thì Tống Duy Tân đã gặp Tôn Thất Thuyết tại Quảng Đông, và ông đã nghe theo lời vị tướng này trở về Thanh Hóa để tiếp tục công cuộc kháng Pháp. Đầu năm 1889, Tống Duy Tân về đến quê nhà, và sau đó ông trở thành người chỉ huy chính của phong trào kháng Pháp tại Hùng Lĩnh.
Bởi chung chí hướng, Cầm Bá Thước liền nhận lời mời cộng tác của Tống Duy Tân. Kể từ đó, Cầm Bá Thước cùng Tống Duy Tân, Cao Điển và nhiều cộng sự khác cho quân mở rộng địa bàn hoạt động lên tận vùng hữu ngạn và tả ngạn sông Mã; đến hợp đồng chiến đấu với Đề Kiều - Đốc Ngữ ở vùng hạ lưu sông Đà, với Phan Đình Phùng ở vùng rừng núi Nghệ An-Hà Tĩnh, với Hà Văn Nho (thủ lĩnh Mường) tại châu Quan Hóa, với Tôn Thất Hàn ở Nông Cống, v.v...
Sau nhiều trận giao tranh (nổi tiếng nhất là trận Vân Đồn ở Nông Cống đầu năm 1889, trận Yên Lãng tại Thọ Xuân vào tháng 3 năm 1890), tuy thu được một số thắng lợi, nhưng vào cuối năm 1890 trở đi, nghĩa quân Hùng Lĩnh bước vào thời kỳ chiến đấu gay go và gian khổ hơn. Bởi nhân dân bị khủng bố quá dữ nên không dám theo và cung ứng đầy đủ các thứ nữa.
Cầm cự thêm một thời gian, khoảng tháng 9 năm 1892, thì thủ lĩnh Tống Duy Tân phải tuyên bố giải tán lực lượng để tránh thêm thương vong. Sau đó do bị chỉ điểm, Tống Duy Tân bị quân Pháp bắt được và cho xử tử ông tại Thanh Hóa ngày 5 tháng Mười (âm lịch) năm Nhâm Thìn (tức 23 tháng 11 năm 1892). Khởi nghĩa Hùng Lĩnh đến đây coi như đã thất bại.

### Tham gia khởi nghĩa Hương Khê
Sau khi đánh dẹp được cuộc khởi nghĩa ở Ba Đình và ở Hùng Lĩnh, quân Pháp rảnh tay liền huy động lực lượng cô lập Trịnh Vạn, căn cứ chính của Cầm Bá Thước.
Trước tình thế đó, tháng 3 năm 1893, Cầm Bá Thước phải tạm trá hàng với Công sứ Pháp ở Thanh Hóa là Boulloche, rồi âm thầm cho Bang Lự vào Hà Tĩnh bàn chuyện liên kết với Phan Đình Phùng, thủ lĩnh khởi nghĩa Hương Khê. Sau đó, Trịnh Vạn trở thành quân thứ Thanh Hóa (gọi tắt là "Thanh thứ") của lực lượng Hương Khê.
Dò biết được chuyện này, đầu tháng 2 năm 1894, Bộ chỉ huy quân Pháp cử Giám binh Lemeray (La-mơ-ray) lên Trịnh Vạn thám sát tình hình. Lúc trở về, Lemeray khẳng định Cầm Bá Thước chỉ trá hàng, vì vẫn tiếp tục rèn luyện quân sĩ và tích trữ lương thực, chuẩn bị chiến đấu.
Lập tức, Bộ chỉ huy quân Pháp đã điều một đội quân từ Thanh Hóa tiến lên Cửa Đặt (châu lỵ Thường Xuân) để chuẩn bị tấn công Trịnh Vạn. Quân Pháp chia làm ba toán. Một toán do Cuvelier (Cu-vơ-li-ê) chỉ huy tiến dọc theo sông Chu. Toán thứ hai do Marlier (Mắc-li-ê) chỉ huy đi hướng từ phía Nam theo sông Luộc. Toán thứ ba do Lecal (Lơ-Cát) chỉ huy men theo sông Đặt.
Để giành thế chủ động, ngày 6 tháng 2 năm 1894, Cầm Bá Thước dẫn nghĩa quân tấn công đồn Thổ Sơn cách Bãi Thượng 10 km, ngay khi Giám binh Lemeray vừa tới Trịnh Vạn. Tiếp theo, ngày 11 tháng 2 năm 1894, ông lại sai quân lại tập kích đồn Quang Thôn. Đêm hôm đó, cánh quân của Lecal đang đóng ở Yên Lược (Thọ Xuân) lên tiếp viện cho đồn Thổ Sơn trong đêm để giải cứu Lemeray. Thấy có quân tiếp viện, quân Trịnh Vạn liền rút về căn cứ. Sáng hôm sau, Lecal cho quân tấn công lên Quang Thôn, giải vây cho đồn này. Tháng 3 năm 1894, quân Trịnh Vạn lại tấn công đồn Cửa Đặt, nhưng không thành công.
Nhận thấy quân Pháp quá mạnh, Cầm Bá Thước cho hết dân sơ tán vào rừng, thanh niên ở lại chiến đấu. Quân Pháp tấn công đồn Bù Lẹ, Bù Đồn. Dựa vào công sự có sẵn, nghĩa quân chống cự quyết liệt, quân Pháp bị thương vong nhiều. Đang khi chiến đấu thì cánh quân của Marlier kéo tới. Thấy có viện binh, Cầm Bá Thước liền cho quân rút về Cọc Chẽ (nay ở xã Xuân Lệ) ở phía Đông Nam Trịnh Vạn.
Chiếm được Trịnh Vạn, quân Pháp xây đồn mới ở Bù Đồn và Đồng Chong để trấn giữ, đồng thời ra sức khủng bố. Mặc dù vậy, nghĩa quân vẫn liên tục mở các cuộc tập kích quân Pháp.
Để nhanh chóng bình định nơi này, quân Pháp tập trung thêm binh lực ở Trịnh Vạn. Đối phó lại, Cầm Bá Thước cho bố trí một trận địa lớn, giao cho lý trưởng làng Cúc là Hà Văn Vạn trá hàng để dẫn đường quân Pháp tấn công Cọc Chẽ, một căn cứ của nghĩa quân. Ngày 29 tháng 1 năm 1895, quân Pháp mở cuộc hành quân lên Cọc Chẽ. Dọc đường bị phục kích, bị thiệt hại nặng, nhưng cuối cùng quân Pháp cũng đánh chiếm được nơi đó.
Căn cứ Cọc Chẽ bị phá hủy, Cầm Bá Thước cho quân xây dựng căn cứ mới ở Hòn Bòng, giáp giới Thanh-Nghệ ở thượng nguồn sông Đặt.
Ngày 10 tháng 5 năm 1895, Marlier thay Lemeray làm giám binh, dẫn 200 lính đánh vào Hòn Bòng. Sau bốn ngày liên tục chiến đấu, nghĩa quân suy yếu rõ rệt. Mối liên hệ của "Thanh thứ" với Hương Khê bị cắt đứt, vì chính lúc này căn cứ Hương Khê cũng đang bị bao vây ngặt nghèo, còn các phong trào chống Pháp ở Thanh Hóa thì hầu như đã tan rã hết.
Đến trưa ngày 13 tháng 5 năm 1895, quân Pháp bắt được Cầm Bá Thước cùng vợ, em trai và 12 nghĩa quân tại vùng núi Lang-ca-phó thuộc Thường Xuân, rồi đưa về giam ở Trịnh Vạn. Sau khi chiêu hàng không được, vào khoảng cuối tháng 5 năm Ất Mùi (1895), ông bị quân Pháp bí mật thủ tiêu. Năm đó, ông mới 37 tuổi.

## Ghi nhận công lao
Công cuộc chống Pháp của Cầm Bá Thước duy trì được khá lâu, chỉ đứng sau cuộc khởi nghĩa Hương Khê. Lúc Cầm Bá Thước còn đang chống Pháp, Tôn Thất Thuyết, lúc này đang ở Trung Quốc cầu viện nhà Thanh, có làm bài thơ gửi ông:
| Vạn lý cao thu Mục mã binh, Thuận lưu bất hạ tiểu chu khinh. Thanh sơn lục thủy tương nghịch xứ, Đại hải trường giang vọng viễn tình. Bách tính cần vương nhân tự chấn, Nhất ngu báo quốc khánh do hành. Thử du nhược đắc thiên tâm trợ, Qui khứ Nam xa triệt hảo trình. | Tạm dịch: Mục mã thu cao vạn dặm đường Thuyền con chở nhà khói xuôi dòng. Non sông nước biếc nơi hò hẹn, Bể rộng sông dài nỗi ước mong! Trăm họ vì vua còn cố gắng, Một mình báo nước vẫn long đong. Phen này ví được lòng trời giúp, Trở gót về Nam lối hẳn thông. |

Sau khi ông mất, người dân đã lập đền thờ ông ở Cửa Đạt, thị trấn Thường Xuân, tỉnh Thanh Hoá. Trong đền có câu đối khen ngợi ông như sau:
| Bất tử đại danh thùy vũ trụ Như sinh chính khí tạc sơn hà. | Nghĩa là: Danh thơm chẳng mất cùng trời đất Tiếng tốt còn bền với núi sông. |

Sau tổng khởi nghĩa năm 1945, chính quyền lúc bấy giờ đã đổi tên châu Tân Hóa thành huyện Bá Thước để tôn vinh ông. Hiện tại, tên của ông cũng được dùng để đặt tên cho nhiều đường phố và trường học tại Việt Nam.